# Polynormande
Die Polynormande bzw. La Poly Normande ist ein französisches Straßenradrennen.
Das Eintagesrennen, das gewöhnlich Ende Juli oder Anfang August stattfindet und rund um die französische Gemeinde Saint-Martin-de-Landelles im Département Manche führt, wurde erstmals im Jahr 1980 ausgetragen. Seit Einführung der UCI Europe Tour in der Saison 2005 ist das Rennen Teil dieser Rennserie und in die Kategorie 1.1 eingestuft. Die La Poly Normande ist außerdem ein Teil des Coupe de France, einer Rennserie von französischen Eintagesrennen. Rekordsieger sind Marc Madiot und Richard Virenque, die das Rennen jeweils zweimal für sich entscheiden konnten.

## Palmarès
| Jahr | Sieger                     | Zweiter                 | Dritter               |          |
| ---- | -------------------------- | ----------------------- | --------------------- | -------- |
| 1980 | Bernard Thévenet           | Jean-René Bernaudeau    | Raymond Martin        |          |
| 1981 | Lucien Van Impe            | Raymond Martin          | Pierre Le Bigaut      |          |
| 1982 | Bernard Hinault            | Gilbert Duclos-Lassalle | Bernard Vallet        |          |
| 1983 | Marc Madiot                | Sean Kelly              | Laurent Fignon        |          |
| 1984 | Vincent Barteau            | Éric Caritoux           | Claude Criquielion    |          |
| 1985 | Claude Criquielion         | Jean-Claude Bagot       | Marc Madiot           |          |
| 1986 | Jean-René Bernaudeau       | Frédéric Brun           | Jean-Louis Gauthier   |          |
| 1987 | Marc Madiot                | Pierre Le Bigaut        | Jean-René Bernaudeau  |          |
| 1988 | Philippe Bouvatier         | Régis Clère             | Jérôme Simon          |          |
| 1989 | Laurent Fignon             | Éric Caritoux           | Pedro Delgado         |          |
| 1990 | Thierry Claveyrolat        | Éric Boyer              | Jean-Claude Bagot     |          |
| 1991 | Thierry Marie              | Gérard Rué              | Jean-François Bernard |          |
| 1992 | Jean-François Bernard      | Thierry Claveyrolat     | Richard Virenque      |          |
| 1993 | Tony Rominger              | Jean-Philippe Dojwa     | François Lemarchand   |          |
| 1994 | Dschamolidin Abduschaparow | Thomas Davy             | Jacky Durand          |          |
| 1995 | Richard Virenque           | Laurent Madouas         | Marco Pantani         |          |
| 1996 | Laurent Brochard           | Stéphane Heulot         | Luc Leblanc           |          |
| 1997 | Richard Virenque           | Frédéric Guesdon        | Cédric Vasseur        |          |
| 1998 | Stéphane Heulot            | Bobby Julich            | Laurent Brochard      |          |
| 1999 | Laurent Dufaux             | Richard Virenque        | Stéphane Heulot       |          |
| 2000 | Pascal Hervé               | Gilberto Simoni         | Charles Guilbert      |          |
| 2001 | Laurent Jalabert           | Christophe Moreau       | Sylvain Chavanel      |          |
| 2002 | Nicolas Vogondy            | Laurent Brochard        | Thierry Gouvenou      |          |
| 2003 | Jérôme Pineau              | Mickaël Pichon          | Walter Bénéteau       |          |
| 2004 | Sylvain Chavanel           | Guido Trentin           | Christophe Oriol      |          |
| 2005 | Philippe Gilbert           | Ludovic Turpin          | Mickaël Buffaz        |          |
| 2006 | Anthony Charteau           | Bert Scheirlinckx       | Nicolas Crosbie       |          |
| 2007 | Benoît Vaugrenard          | Mickaël Buffaz          | Bert De Waele         |          |
| 2008 | Arnaud Gérard              | Jérôme Pineau           | Sandy Casar           |          |
| 2009 | Matthieu Ladagnous         | Stefan van Dijk         | Wesley Sulzberger     |          |
| 2010 | Andy Cappelle              | Jérémie Galland         | Romain Hardy          |          |
| 2011 | Anthony Delaplace          | Julien El-Farès         | Arnaud Gérard         |          |
| 2012 | Tony Hurel                 | Samuel Dumoulin         | Davy Commeyne         |          |
| 2013 | José Gonçalves             | Matthias Brändle        | Sébastien Delfosse    |          |
| 2014 | Jan Ghyselinck             | Antoine Duchesne        | Quentin Jauregui      |          |
| 2015 | Oliver Naesen              | Fabrice Jeandesboz      | Antoine Duchesne      |          |
| 2016 | Baptiste Planckaert        | Ryan Anderson           | Julien Duval          |          |
| 2017 | Alexis Gougeard            | Johan Le Bon            | Laurent Pichon        |          |
| 2018 | Pierre-Luc Périchon        | Pierre Gouault          | Lorrenzo Manzin       |          |
| 2019 | Benoît Cosnefroy           | Valentin Ferron         | Damien Touzé          |          |
| 2020 | abgesagt                   | abgesagt                | abgesagt              | abgesagt |
| 2021 | Valentin Madouas           | Benoît Cosnefroy        | Anthony Perez         |          |
| 2022 | Franck Bonnamour           | Lorenzo Rota            | Anthony Turgis        |          |
| 2023 | Arnaud De Lie              | Valentin Ferron         | Jordan Jegat          |          |
| 2024 | Paul Lapeira               | Pascal Eenkhoorn        | Brieuc Rolland        |          |
| 2025 |                            |                         |                       |          |